# Passionsaltar von Orsoy

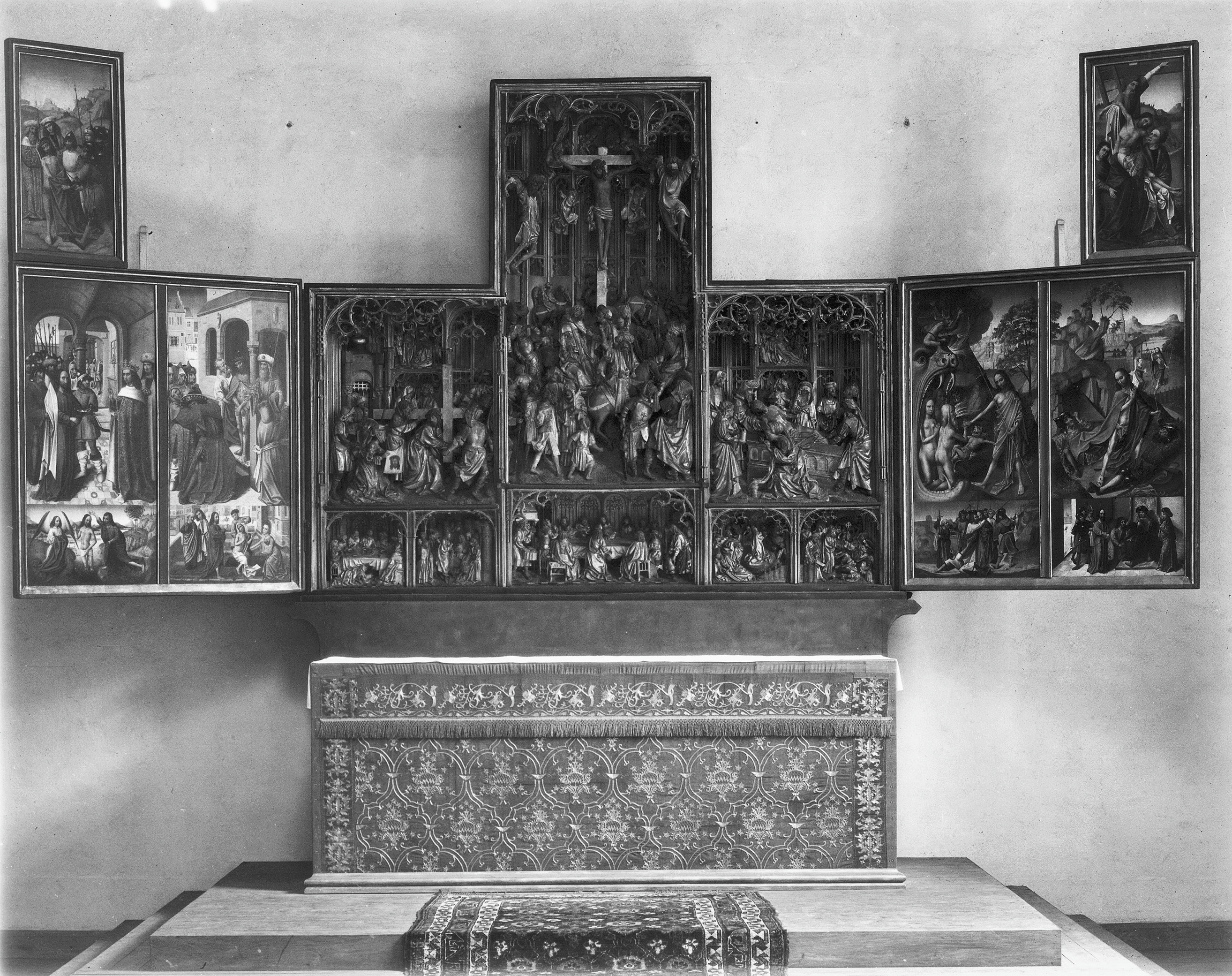
Nikolausaltar (1952)

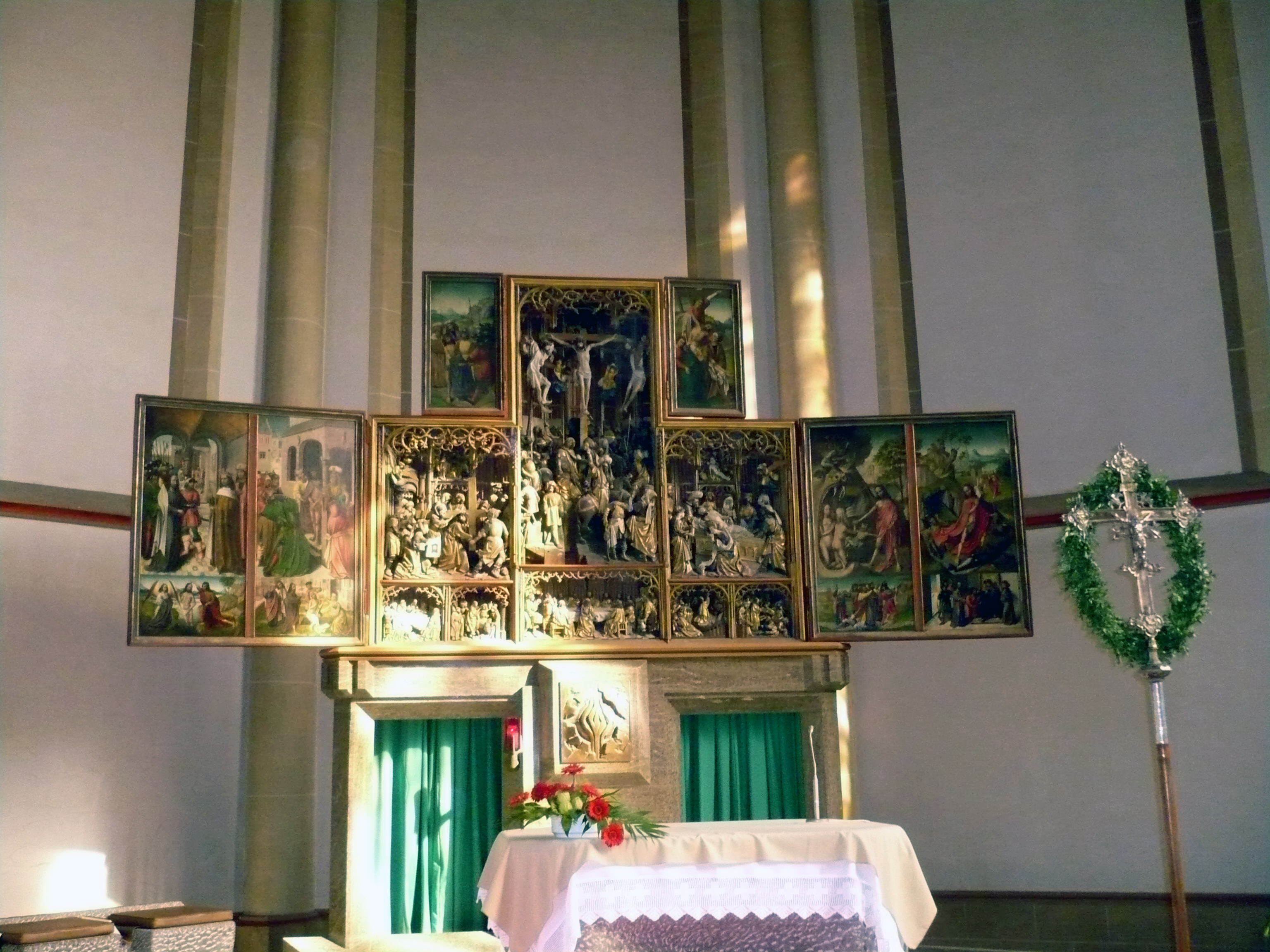
Nikolausaltar von Orsoy, um 1500.

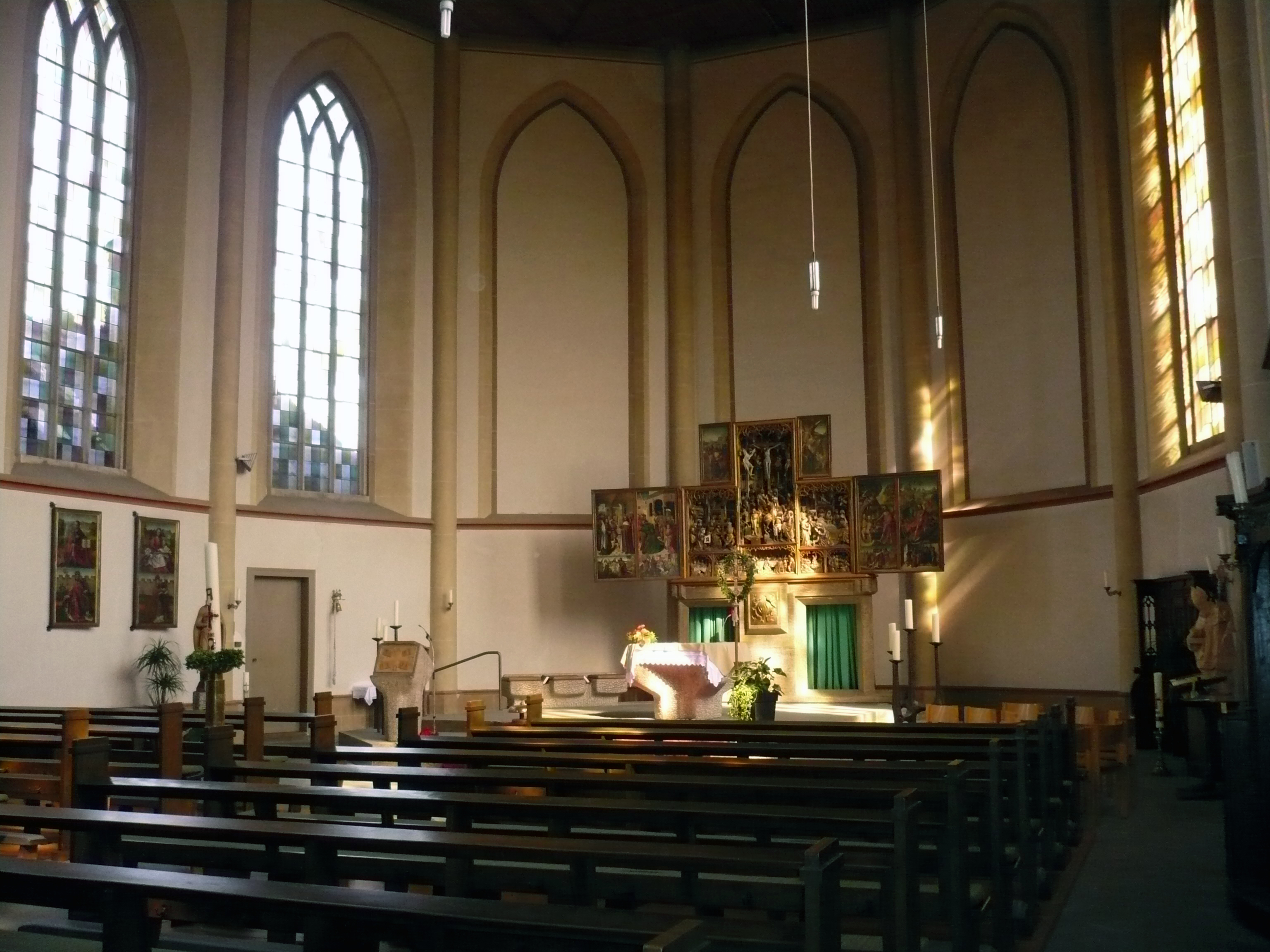
Blick in den Innenraum von St. Nikolaus (Vor der Profanierung und den Umbauarbeiten)

Der Passionsaltar von Orsoy ist ein Flügelretabel aus der Werkstatt des flämischen Malers Colijn de Coter, der danach als „Meister von Orsoy“ benannt wird. Entstanden ist das altniederländische Werk um 1500/1550 und gehört heute zum Inventar der katholischen Kirchengemeinde St. Nikolaus in Orsoy am Niederrhein. Zunächst war der Altar in der ursprünglichen Orsoyer St.-Nikolaus-Kirche, der heutigen evangelische Kirche, aufgestellt gewesen, bis er 1638 als Spätfolge der Reformation zunächst aus dieser entfernt wurde. Seit Mitte Februar 2016 befindet sich der restaurierte Passionsaltar erneut, zunächst übergangsweise als Leihgabe, in der Evangelischen Kirche von Orsoy, weil sich in der St.-Nikolaus-Kirche deutliche Baumängel und Feuchtigkeitsschäden gezeigt haben, deren Sanierung zwei bis fünf Jahre dauern sollte. Seitdem die Entscheidung gefallen ist, dass die St.-Nikolaus-Kirche aufgegeben werden soll und nachdem diese 2023 profaniert wurde, soll der Passionsaltar nun dauerhaft in der mittlerweile ökumenisch genutzten Evangelischen Kirche verbleiben. Bei dem Kunstwerk handelt es sich um einen Schnitzaltar mit vier bemalten Flügeln. Möglicherweise hat neben de Coter auch der Bildschnitzer Jan Borman an dem Retabel mitgewirkt.

## Altarschrein
Der erhöhte Mittelteil des Retabels, der eigentliche Altarschrank, besteht aus spätgotischen Schnitzereien, die in acht Feldern Szenen aus dem Leben Jesu Christi zeigen. Das zentrale Hauptfeld gibt die Kreuzigung Jesu Christi wieder. Im Zentrum befindet sich, nur mit einem Lendenschurz bekleidet, Christus am Kreuz zu dessen Seiten in verkrümmter Haltung die beiden Schächer, welche vollständig bekleidet sind. Am Fuß des Kreuzes befindet sich Maria Magdalena, die von Johannes gestützt wird. Daneben Maria und eine große Reitergruppe, die den bärtigen Hauptmann umgibt. Der Hauptmann deutet mit dem rechten Arm auf Christus. Im Vordergrund der Szene stehen zwei Soldaten. Das Schwert des einen trägt die erneuerte Aufschrift »LHUE ASTRTD«.
Das Feld darunter zeigt das letzte Abendmahl. In den linken Kammern des Altarschranks ist die Kreuztragung zu sehen. Zu der Szene gehört die hl. Veronika, die das Sudarium mit dem Abbild Jesu in den Händen hält. In den Feldern darunter ist links der Einzug in Jerusalem und rechts Christus mit Maria Magdalena dargestellt. Die rechten drei Kammern zeigen die Grablegung Christi mit der vor dem Sarg knienden Maria Magdalena. Im Feldern darunter sind Jesus im Garten Getsemani am Fuß des Ölbergs in Jerusalem und die Gefangennahme Christi dargestellt.
In den Baldachinen der drei Hauptfelder befinden sich noch jeweils eine kleinere Szene: Christus wird ans Kreuz genagelt, Christus wird von Pilatus verhört und Christus wird vom Kreuz genommen.

## Flügel

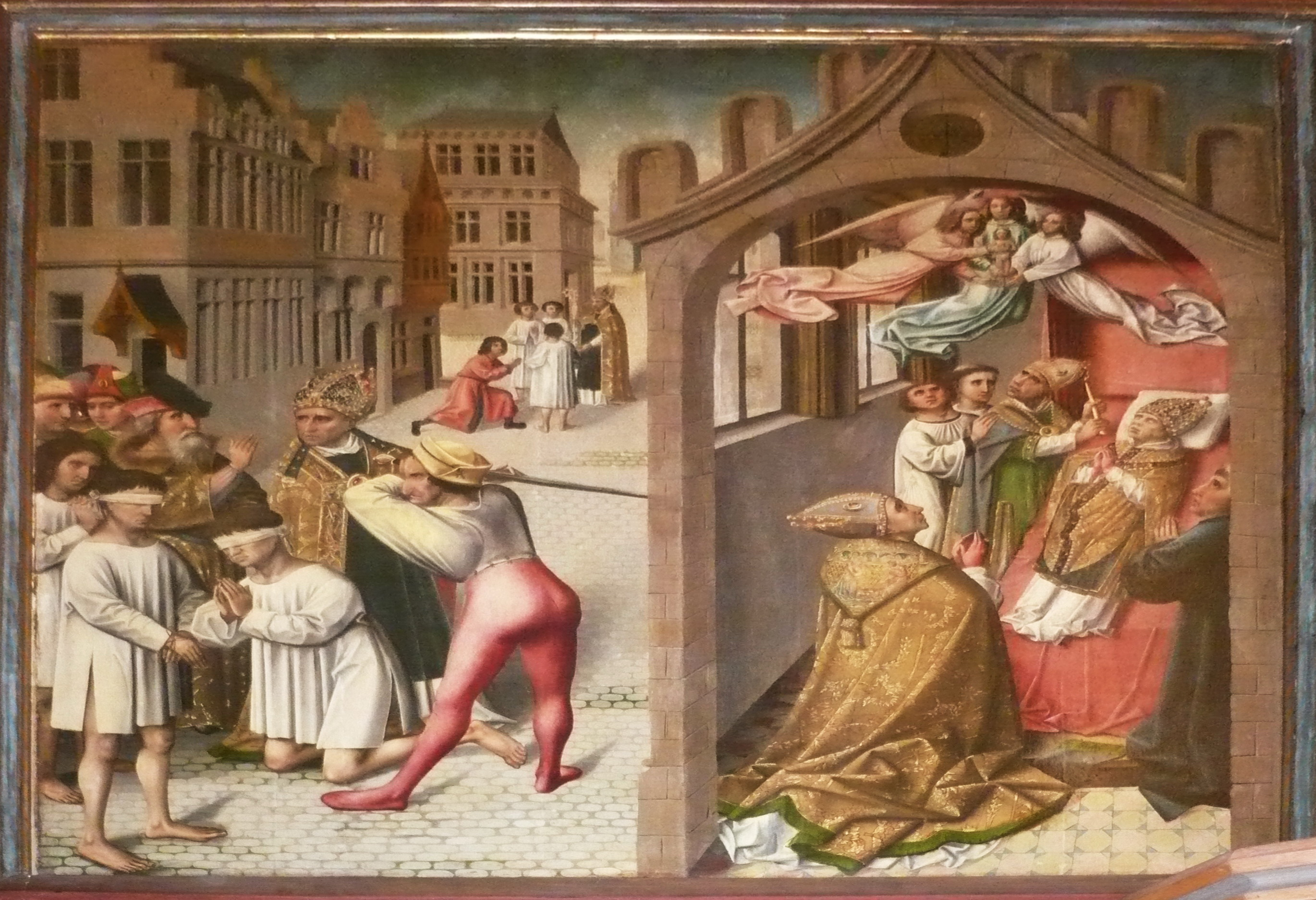
Außenflügel mit einer Szene aus dem Leben des hl. Nikolaus.

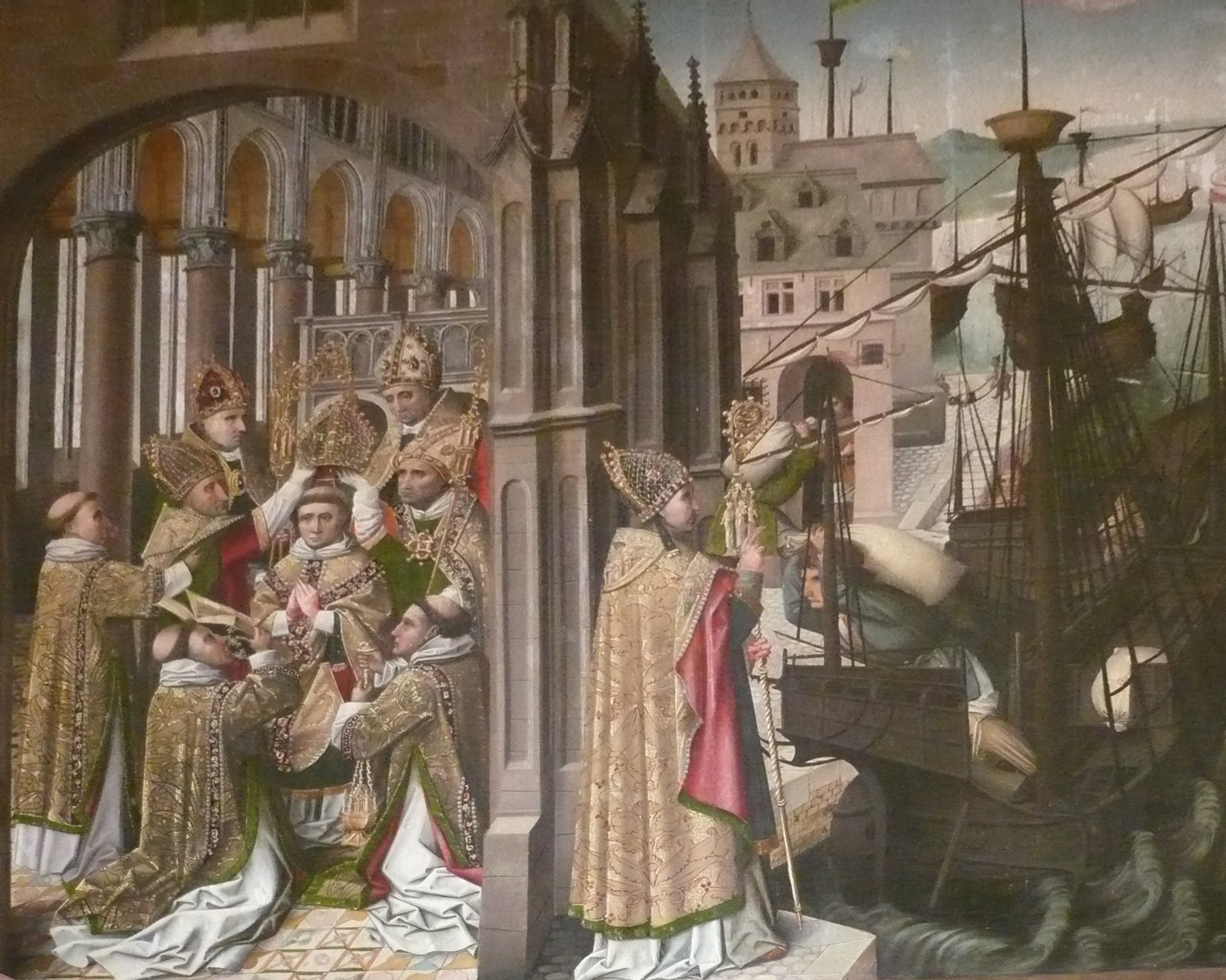
Außenflügel „Ausladung des Getreideschiffes“

Das Pentaptychon gibt auf den Innenseiten der 2,75 Meter hohen und 2,90 Meter breiten Flügel Passionsdarstellungen wieder, während die Außenseiten mit Szenen aus dem Leben des heiligen Nikolaus von Myra bemalt sind. Die Darstellungen sind qualitativ hochwertig und in leuchtenden Farben gehalten.
Die Szenen im Einzelnen:
- Innenseite:
  - Christus wird entkleidet
  - Christus wird vor Herodes gebracht
  - Christus wird von Pilatus dem Volk vorgeführt
  - Christus wird vom Kreuz genommen.
  - Höllenfahrt Christi
  - Auferstehung Christi
  - Johannes der Täufer tauft Jesus im Jordan
  - Wiedererweckung des Lazarus
  - Gefangennahme Christ
  - Christus wird von Kajaphas verhört

- Außenseite:
  - Weihung Nikolaus zum Bischof
  - Ausladung des Getreideschiffes
  - Weihung Nikolaus zum Bischof
  - Abschied des Nikolaus vom Vater
  - Nikolaus auf dem Totenbett
  - Nikolaus rettet drei unschuldig Verurteilte

## Restaurierungen

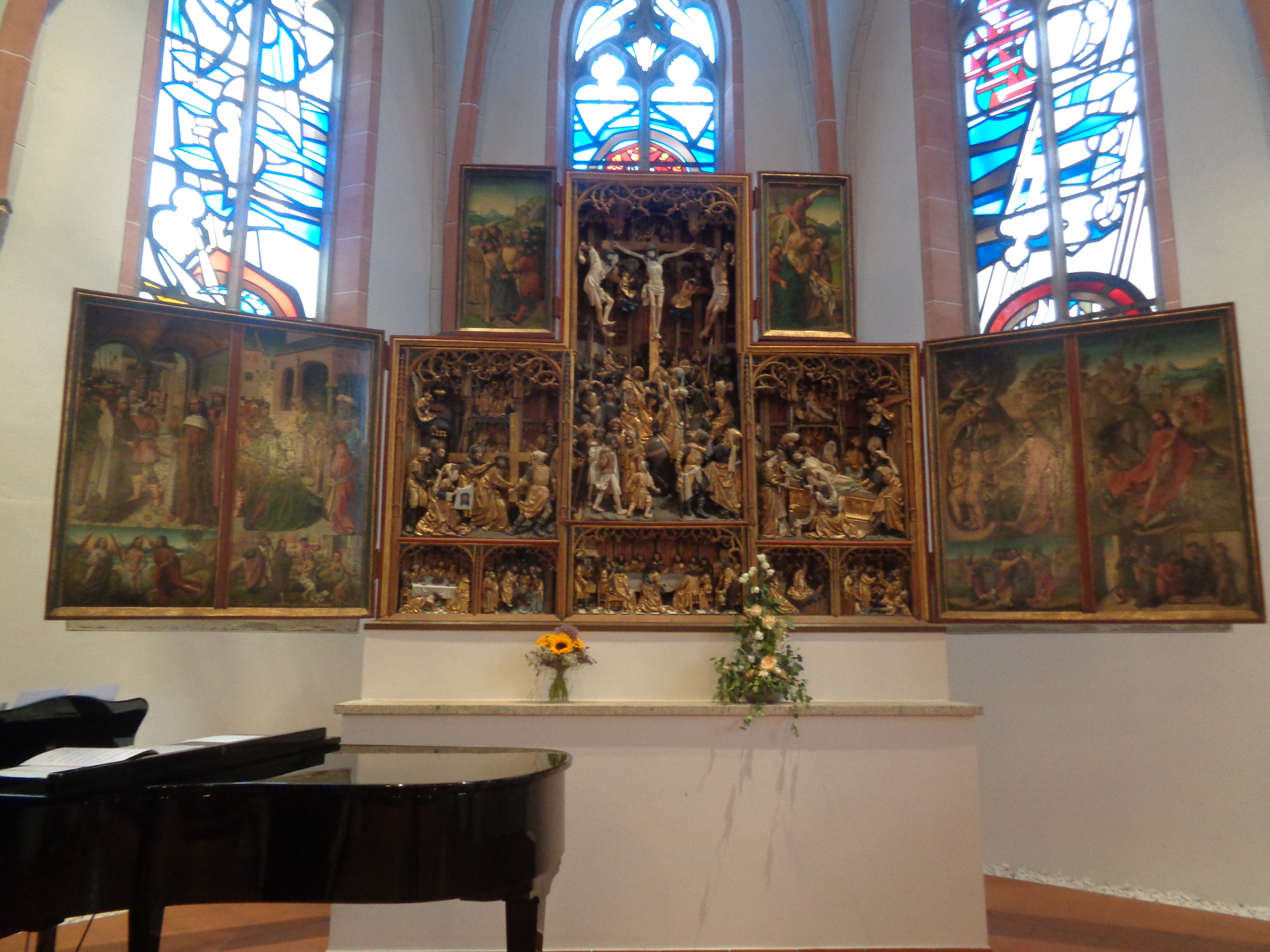
Der Passionsaltar als dauerhafte Leihgabe in der Evangelischen Kirche Orsoy (2022)

Im Jahre 1850/51 wurde der Schrein neu vergoldet und farbig eingefasst. Bei der Zerstörung der Kirche 1945 wurde auch der Flügelaltar in Mitleidenschaft gezogen. 1950 bis 1952 erfolgte die Restaurierung der Flügel. In den Jahren 1967 bis 1974 folgte die Erneuerung des geschnitzten Mittelteils.
Neue Ergebnisse ergaben Untersuchungen 2006, die mit Infrarot sogar in die Tiefe gingen. Es offenbarten sich schwere Schäden, die eine aufwendige Restaurierung erfordern, sogar noch Einschüsse. 2013 wurde der Altar abgebaut und nach Bonn zur Restaurierung verbracht.
Seit Dezember 2016 wurde der Altar zunächst übergangsweise in der Evangelischen Kirche aufgestellt, weil sich in der St.-Nikolaus-Kirche deutliche Baumängel und Feuchtigkeitsschäden gezeigt haben und die Sanierung der Kirche zwei bis fünf Jahre dauern wird. Seitdem die St.-Nikolaus-Kirche entweiht und an private Bauherren verkauft wurde, steht fest, dass der Passionsaltar dauerhaft in der Evangelischen Kirche von Orsoy aufgestellt bleiben wird, da diese mittlerweile ökumenisch von der katholischen Kirchengemeinde mitgenutzt wird.